# 章潤 (永樂進士)
章潤，福建福州府古田縣人，明朝政治人物、進士出身。

## 生平
永樂十二年，福建甲午乡试中舉。永樂十三年，聯捷乙未科進士，官至刑部郎中。